# Râul Mălușel
Râul Mălușel este un curs de apă din Munții Vrancei, unul din cele două brațe care formează râul Râmnicul Sărat. Este uneori considerat cursul principal al râului Râmnicul Sărat și nu doar un braț al acestuia. 